# György Kárpáti

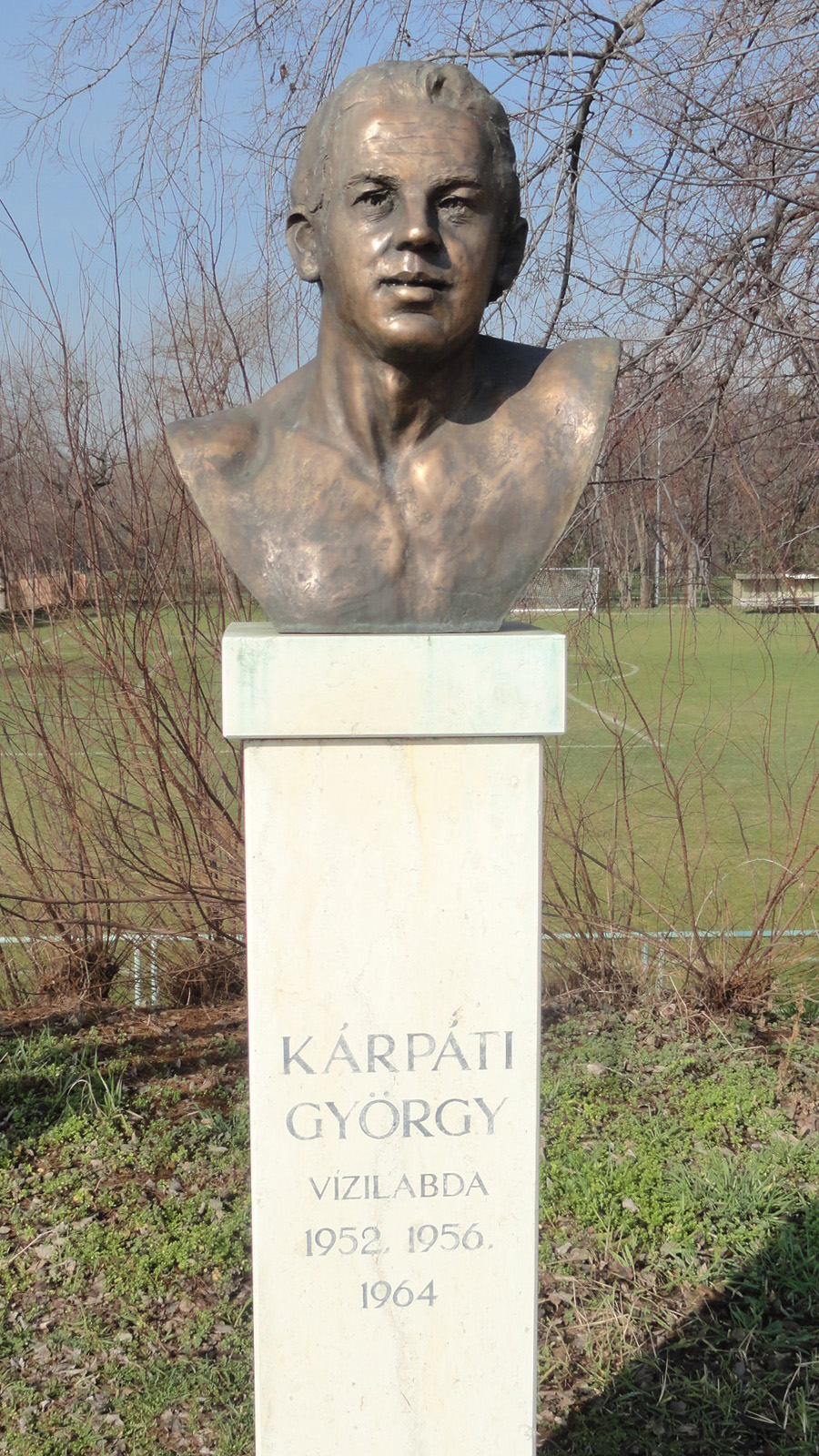
Büste von György Kárpáti

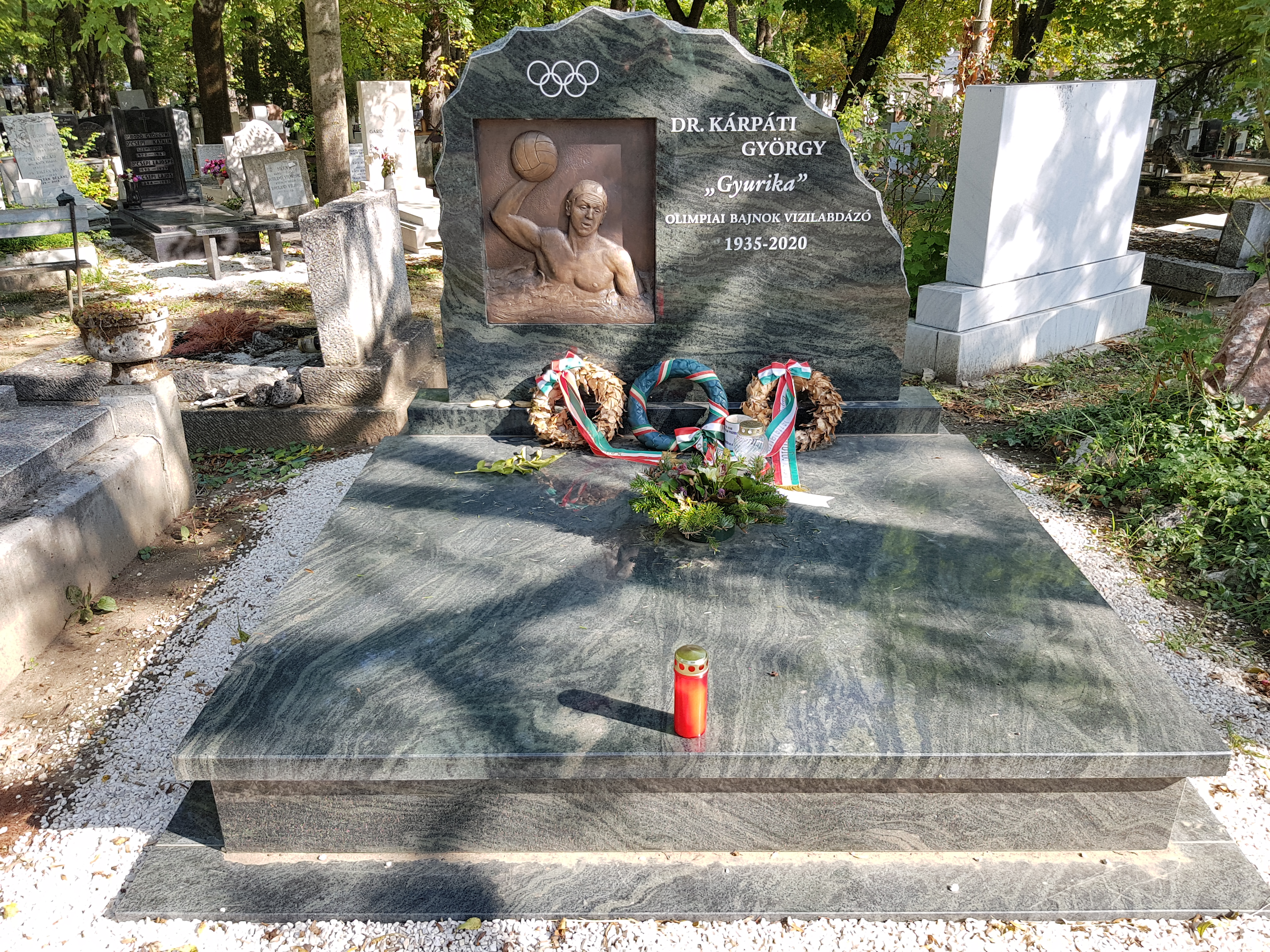
Grabstätte auf dem Farkasréti temető

György Kárpáti (* 23. Juni 1935 in Budapest, Königreich Ungarn; † 17. Juni 2020 ebenda) war ein ungarischer Wasserballspieler und -trainer.
György Kárpáti wurde mit der ungarischen Wasserball-Nationalmannschaft 1952, 1956 und 1964 Olympiasieger und gewann bei den Olympischen Spielen 1960 Bronze. 1954, 1958 und 1962 wurde er mit der ungarischen Mannschaft Europameister. Nachdem 1956 der Ungarische Volksaufstand blutig niedergeschlagen worden war, gehörte Kárpáty zu den fünf Spielern, die nach den Olympischen Spielen 1956 unmittelbar nach Ungarn zurückkehrten. Insgesamt bestritt er 165 Länderspiele für Ungarn. Mit Ferencváros Budapest gewann Kárpáty in den Jahren 1956, 1962, 1963, 1965 und 1968 die ungarische Meisterschaft im Wasserball. Im Jahr 1982 wurde er in die Ruhmeshalle des internationalen Schwimmsports aufgenommen.
György Kárpáti absolvierte ein Studium an der Fakultät für Staats- und Rechtswissenschaften in Budapest, das er 1964 mit der Promotion abschloss.
Seine Grabstätte befindet sich auf dem Farkasréti temető in Budapest.